# فرودو بگینز
فرودو بگینز (به انگلیسی: Frodo Baggins) هابیتی در دوران سوم، و مشهورترین شخص از مردم خویش بود زیرا نقش مهمی را در ماجرای حلقه ایفا کرد. در طی اقدام حماسی‌اش، او حلقه یگانه را به کوه هلاکت برد و در آنجا آن را نابود کرد، و با این کار شهرت و آوازه‌ای بدست آورد که نصیب هیچ هابیت دیگری در سرزمین میانه نشده بود. یکی دیگر از اتفاقات ویژه در زندگی او، این بود که به عنوان یکی از حاملان حلقه، جزء سه هابیتی بود که سرزمین میانه را به مقصد آمان ترک گفتند و آنجا در آرامش مردند.

## پیشینه
فرودو فرزند دروگو بگینز و پریمولا برندی‌باک، در ۲۲ سپتامبر سال ۲۹۶۸ دوران سوم به دنیا آمد. او بیشتر دوران کودکی‌اش را در برندی هال باک‌لند، محل زندگی خانواده مادری‌اش گذراند. او از آن سرزمین خاطرات بدی به همراه داشت، مخصوصاً از ماگوت مزرعه دار، کسی که فرودو در کودکی قارچ‌هایش را دزدیده بود. در سال ۲۹۸۰ زمانی که فرودو تنها دوازده سال سن داشت، پدر و مادرش در رودخانه برندی‌واین غرق شدند. برندی‌باک‌ها او را که تک فرزند بود به برندی‌هال بردند تا زمانی که پسر عموی پدرش، بیلبو سرپرستی وی را بر عهده گرفت و او را وارث خود اعلام کرد. او و فرودو در تاریخ تولد (۲۲ سپتامبر) مشترک هستند. فرودو گمان می‌کرد که بیلبو عموی اوست (فرودو اولین برادر زادهٔ بیلبو بود و دومین برادر زاده‌اش به یکباره ناپدید شده بود) بیلبو چند سالی را با او در بگ‌اند (خانهٔ بیلبو) زندگی کرد. در طول دوازده سال، بیلبو زبان الفی را به او یاد داد و آن دو معمولاً با یکدیگر به این زبان صحبت می‌کردند.

### یاران حلقه
یاران حلقه با سفر همیشگی بیلبو از شایر در جشن تولد ۱۱۱ سالگی اش آغاز می‌شود. از او خانه و حلقه جادویی‌اش به فرودو به ارث می‌رسد. (دربارهٔ این حلقه در کتاب هابیت صحبت شده‌است). در این زمان گندالف در مورد اصالت حلقه اطمینان نداشت، و به همین خاطر به فرودو در مورد استفاده از حلقه هشدار داد و به او پیشنهاد کرد تا آن را مخفی نگه دارد. فرودو نیز آن را به مدت ۱۷ سال نگه داشت تا اینکه در سال ۳۰۱۸ گندالف متوجه شد که این حلقه، حلقهٔ فرمانروای تاریکی‌ها، سائورون (سارون) است که برای بازیابی نیرو و بنا نهادن حکومت واقعی و بی پایان تاریکی بر سرزمین میانی به آن نیاز دارد.
فرودو دریافت که ماندن او و حلقه در شایر برای مدت طولانی خطر ساز خواهد بود، از این رو بر آن شد که شایر را ترک کند و همراه حلقه به ریوندل، اقامت‌گاه الروند، یکی از فرماندهان قدرتمند الفها، برود. او خانهٔ محبوبش، بگ‌اند را فروخت و شایر را ترک کرد و به همراه حلقه و سه هابیت دیگر یعنی باغبانش، سم‌وایز گمگی، و دو پسر دایی اش، مری برندی‌باک و پرگرین توک به ریوندل رفت. آن‌ها در این سفر توانستند از دست فرماندهان نیرومند سائورون، ۹ نزگول، که تحت عنوان سواران سیاه وارد شایر شده بودند، فرار کنند. سواران سیاه فرودو را دنبال می‌کردند به گونه‌ای که نزدیک بود او را دستگیر کنند اما ناکام ماندند. در مسافرخانه پرنسینگ پونی در دهکدهٔ بری، فرودو با آراگورن، یکی از شمشیرزنان شمال و کسی که بعدها راهنمای هابیت‌ها در راه ریوندل شد، ملاقات کرد. این رویداد، توجه مأموران سائورون را جلب کرد؛ و به همین خاطر در شب به اتاق هابیت‌ها حمله کردند. هابیت‌ها به سرعت و تحت نظر آراگورن از میان باتلاق‌های میج‌واتر فرار کردند و دوباره از سواران سایه گریختند. وقتی آن‌ها در آمون سول بودند، پادشاه جادوپیشهٔ آنگمار، فرمانروای نزگول با تیغهٔ مورگول توانست فرودو را زخمی‌کند. بخشی از شمشیر در شانهٔ او نزدیک به قلبش فرورفت و متوجه شدند که او به به زودی به روحی در کنترل ویچ‌کینگ تبدیل خواهد شد. هنگامی که به ریوندل رسیدند تقریباً زخم بر فرودو چیره شده بود. اما توسط الروند بهبود یافت.
گفته می‌شود که زخم فرودو هیچ‌گاه به صورت کامل بهبود نیافت، چرا که این زخمی غیرمادی و روحی بود. در ریوندل، شورای الروند بر آن شدند تا حلقه را در کوه هلاکت در موردور، که در قلمرو سائورون است، بیندازند و آن را نابود کنند. فرودو دریافت که سرنوشت، او را برای این کار برگزیده‌است و باید حامل حلقه تا موردور باشد. او که با هشت نفر دیگر، یک گروه نه نفرهٔ یاران حلقه تشکیل داده بودند، از ریوندل خارج شدند. فرودو با یک خنجر، شمشیر الفی بیلبو و پوشیدن زره زنجیری دورف‌ها که از جنس میتریل در زیر لباس‌هایش آماده و مسلح شد. فرودو و یارانش مسیرشان را از معادن موریا با رهبری گندالف ادامه داد. گندالف در آنجا، درحالی که با یک بالروگ در ستیز بود به درون گودال عمیقی سقوط کرد. فرودو که به خاطر ازدست دادن گندالف رنجیده شده بود، به همراه بقیهٔ گروه سفرشان را از مسیر لوتلورین ادامه دادند، جایی که گالادریل، بانوی جنگل، یک باشلق الفی و یک قطعهٔ شیشه‌ای که نور ایرندیل را درون خود داشت برای کمک به فرودو در ادامهٔ سفر و ماموریتش هدیه داد.
گروه هنگامی که به آمون‌هن (به انگلیسی: Amon Hen) رسید از هم پاشیده شد. بورومیر شیفتهٔ نیروی حلقه شد، و تلاش کرد تا آن را به زور از فرودو بگیرد؛ ولی فرودو با دست کردن حلقه و ناپدید شدن از چشمان بورومیر، از دست او فرار کرد.
چندی بعد بورومیر در حالی که داشت از مری و پی‌پین در برابر یورش اورکها دفاع می‌کرد، کشته شد. یادبود قهرمانانه‌ای توسط یاران باقی‌مانده برای او گرفته شد. سپس فرودو تصمیم گرفت به تنهایی سفرش را ادامه دهد. اما سم، ارباب خود را دنبال کرد و در سفر به موردور، بار دیگر به او پیوست.

### دو برج
فرودو و سام توسط موجودی به نام گالوم تعقیب می‌شدند. گالوم برای به دست آوردن حلقه‌ای که برای چندین قرن در اختیارش بوده و اکنون نزد فرودو بود، مدام در حال جستجو بود. این دو هابیت گالوم را دستگیر کردند و فرودو او را رام کرد تا تجربه‌اش در حمل حلقه و نیروی اغواکننده‌اش را با اینکه گالوم راهنمای آن‌ها تا موردور باشد، همراه کند. او مدت زیادی به‌طور پیوسته به فرودو وفادار ماند، تا اینکه سرانجام بعد از آن که فرودو به‌طور فرضی او را تسلیم فارامیر، فرمانده سپاه گاندور و برادر کوچکتر بورومیر، کرد، بخش ملعون طبیعت و شخصیت گالوم بازگشت. گالوم نمی‌دانست که فرودو درحقیقت او را از مرگ نجات داده‌است.
گالوم، بعد از منازعه غم‌انگیز درونی‌ای که با خود داشت، سرانجام به آن‌ها خیانت کرد و آن‌ها را به کیریت اونگول برد. قصد داشت در آن جا فرودو را به عنکبوت عظیم‌الجثه شلوب تحویل دهد و از باقی‌مانده‌های او حلقه را دوباره به دست آورد. شلوب فرودو را نیش زد و او را بی هوش کرد اما شلوب توسط سام رانده شد. بعد از تلاش ناموفق برای به هوش آوردن فرودو، سام به این نتیجه رسید که فرودو مرده‌است. سام حلقه را از گردن او برداشت تا مأموریت را ادامه بدهد. اما اورکها از یک برج نزدیک جسد فرودو را بیدا کردند و فهمیدند او دچار بی حالی و رخوت و بی هوشی شده و نمرده‌است؛ و تصمیم گرفتند که بعد از به هوش آمدنش از او بازجویی کنند. پس او را به برج کیریت‌اونگول که در بالای آن گذرگاه بود، انتقال دادند.

### بازگشت پادشاه
سام فرودو را از دست اورک‌ها نجات داد. هر دو شروع به طی مسیری که به کوه هلاکت منتهی می‌شد، کردند، مسیری که توسط گالوم نیز دنبال می‌شد. فرودو همزمان با افزایش قدرت نفوذ حلقه، به‌طور چشمگیری ضعیف شد. هنگامی که به قلهٔ آن کوه آتش‌فشان رسیدند، فرودو در نهایت در برابر قدرت حلقه سر فرود آورد و مدعی شد که حلقه از آن اوست. (و آن را در انگشت کرد) در حالی که به نظر می‌رسید همه چیز از دست رفته، گالوم به فرودو حمله کرد، انگشت او را قطع کرد و سرانجام «عزیز» خود را دوباره به دست آورد. زمانی که او در حال رقصیدن با خوشحالی و سرفرازی بود، تعادل خود را از دست داد و با حلقه به درون شکاف کوه افتاد. این گونه بود که حلقه و قدرت سائورون هر دو نابود شدند و پادشاهی او پایان یافت. زمانی که کوه هلاکت در حال فوران بود، فرودو و سام توسط عقاب‌های غول پیکر نجات داده شدند. (در تریلوژی پیتر جکسون قسمت جنگ بین فرودو و گالوم بر سر حلقه در کوه نابودی به نمایش گذاشته شده‌است که در اصل داستان وجود ندارد)
هر چهار هابیت از یاران حلقه بعد از تاج‌گذاری آراگورن به شایر برگشتند. جایی که توسط گروهی از اوباش که در ابتدا به رهبری پسرعموی فرودو «لوتو ساک‌ویل بگینز» و پس از آن توسط جادوگر شکست خورده، سارومان، رهبری می‌شده‌اند، تسخیر شده‌است. این چهار هابیت مسافر، هابیت‌های دیگر را در شایر به جنبش واداشتند و رهبری آن‌ها را در بیرون راندن اوباش بر عهده گرفتند. نقش فرودو در این جنگ عمدتاً این بود که به اوباشی که محاصره شده‌اند اطمینان بدهد که آن‌ها کشته نخواهند شد.
فرودو هیچ‌گاه به‌طور کامل از جراحات جسمی، روحی و روانی که در طول جنگ حلقه متحمل شده بود، رهایی نیافت. او به‌طور سالانه بر اثر جراحتش توسط نزگول‌ها و سم شلوب بیمار می‌شد. به‌طور خلاصه او قائم مقام شهردار شایر بود، (سام به عنوان شهردار شایر منصوب شده بود) اما اکثر اوقاتش را به نوشتن داستان سفرش می‌پرداخت. دو سال بعد از نابودی حلقه فرودو و بیلبو به عنوان حاملان حلقه اجازهٔ سفر به والینور را کسب کردند، با وجود اینکه همچنان میرا باقی می‌ماندند، اما می‌توانستند استراحت کنند و به زخم‌هایشان التیام بخشند. آن‌ها در ۲۹ سپتامبر ۳۰۲۱ در لنگرگاه‌های خاکستری بر کشتی‌ای سوار شدند و هر دو با گندالف، الروند و گالادریل، دارندگان سه حلقهٔ الفی، بودند. آن‌ها دریا را درنوردیدند و از سرزمین میانه گذشتند. فرودو که فرزندی نداشت، دارایی‌ها و ملک خود را همراه با «کتاب سرخ سرحد غربی» برای سم‌وایز گمجی باقی گذاشت. کسی که ۶۱ سال بعد، پس از مرگ همسرش به دنبال فرودو به آنسوی دریا رفت.

## مبارزات فرودو
قابل ذکر است که فرودو در طول ماموریتش هیچ موجودی را نکشت. هرچند که چند بار به مبارزه با دشمنانی نیرومند برخاست. او در ودرتاپ جاهلانه قصد داشت با نزگول مبارزه کند و همین‌طور در موریا پای یک ترول را زخمی کرد.
او در طول ماموریتش بارها زخمی شد. بار اول، در مبارزه با نازگول، با تیغهٔ مورگول جراحت سختی برداشت. بار دیگر در موریا با یک نیزه به او حمله شد اما اینبار زره میتریل، که بیلبو به او داده بود، جانش را نجات داد. در گذرگاه کریت‌آنگول توسط نیش شلوب مسموم شد و نهایتاً در کوه هلاکت، گالوم یکی از انگشتانش را برید تا حلقه را از آن خود کند.

## توضیحات و لوازم
تنها یک بار ظاهر فرودو آن هم توسط گندالف شرح داده شده، «فردی قوی بنیه با گونه‌های سرخ». او یک هابیت بلند قد بود، با چهره‌ای زیباتر از تمام هم نوعانش. چانه‌ای شکاف دار، چشمانی روشن، و شخصیتی جسور از دیگر مشخصات اوست.
فرودو یک شمشیر کوچک الفی بنام استینگ با خود داشت و زرهی از میتریل را در زیر لباس‌هایش می‌پوشید، که هردوی آن‌ها را از بیلبو دریافت کرده بود. در لوتلورین گالادریل شنلی الفی و یک بطری کوچک که نور ستاره ائارندیل را با خود داشت، به او داد.

## نام‌ها و القاب
1. فرودو بگینز- فرود در انگلیسی قدیمی به معنی «با تجربه» است. بگینز احتمالاً از نام بگ اند گرفته شده.
2. حامل حلقه- او این لقب را به دلیل داشتن حلقه یگانه گرفت.
3. دوست الف- این لقب توسط گیلدور اینگلوریون به او داده شد.
4. آقای آندرهیل- او از این نام در مهمانخانه اسبچه راهوار استفاده می‌کرد تا هویتش پنهان بماند.
5. هافلینگ- به معنی بند انگشتی. لفظی که در سرزمین میانه برای قد کوتاهان دورفها و هابیتها به کار می‌رود. فرودو بارها هافلینگ خطاب می‌شود زیرا او بود که با حماسه نابودی حلقه نژاد قدکوتاهان را شناخته شده و معروف کرد.
6. ارباب- سم‌وایز گمجی به عنوان باغبان فرودو و گالوم او را ارباب صدا می‌زدند.
7. فرودو ۹ انگشتی- این نام را بعد از اینکه گالوم یکی از انگشتان او را برید، گرفت.
8. دائور- این نام به معنی «نجیب» است و در دشت‌های کورمالن او را به این نام می‌خواندند.
9. یورهائل- نام سیندارین فرودو که از کلمات یور به معنی «پیر» و هائل به معنی «عاقل» می‌آید.
10. مائورا لابینگی- نام هابیتی فرودو بگینز.
11. بینگو بگینز- نام فرودو در پیش نویس‌های ابتدایی ارباب حلقه‌ها.
12. برونوی آتان هارتاد- نامی که توسط گندالف در نسخه ابتدایی ارباب حلقه‌ها به فرودو داد، که در تاریخچه سرزمین میانه مشخص شد. به معنی «پایداری آنسوی امید» است.